# Jarratt
Jarratt è un comune degli Stati Uniti d'America, situato nello Stato della Virginia, diviso tra la Contea di Greensville e la Contea di Sussex.

## Penitenziario di Jarratt
Il penitenziario di Jarratt è noto per ospitare il braccio della morte e il luogo delle esecuzioni capitali.